# اشتباكات غرب ليبيا (2016–2018)
وقعت اشتباكات في غرب ليبيا منذ 14 أكتوبر 2016، عندما قام الرئيس السابق لحكومة الإنقاذ الوطني خليفة الغويل بمحاولة انقلاب ضد رئيس الوزراء فايز السراج، رئيس حكومة الوفاق الوطني. تطور هذا إلى قتال بين حكومة الوفاق وحكومة الإنقاذ للسيطرة على طرابلس وأجزاء من غرب ليبيا، بينما هاجمت الميليشيات الموالية لحكومة الوفاق ميليشيات أخرى للسيطرة على المنطقة.

## الخلفية
حل الصراع والخلاف الداخلي في ليبيا، عقب الحرب الأهلية الليبية الأولى وسقوط الجماهيرية العربية الليبية. وفي عام 2014 تم حل المؤتمر الوطني العام ودُعي لانتخابات جديدة لمجلس النواب الليبي المشكل حديثًا؛ وعقب الانتخابات، تم تعيين عبد الله الثني رئيسًا للوزراء.
في غضون ذلك، أطلق المشير خليفة حفتر عملية الكرامة، وهي -حسب زعمهم- عملية عسكرية ضخمة ضد الميليشيات الإسلاموية.[بحاجة لمصدر] تسبب ذلك في تصاعد العنف، مما أدى إلى بداية الحرب الأهلية الليبية الثانية. وبسبب العنف المستمر، اضطرت الحكومة ومجلس النواب إلى التخلي عن طرابلس والانتقال إلى طبرق.
في 6 سبتمبر 2014، سيطر فصيل من النواب الإسلامويين السابقين على طرابلس وأعادوا تأسيس المؤتمر الوطني العام. عيّن المؤتمر الوطني العام الجديد حكومةً للإنقاذ الوطني وانتخب خليفة الغويل رئيسًا للوزراء. ومنذ ذلك الحين، وجدت حكومتان متنافستان، إحداهما مقرها طرابلس والأخرى في طبرق.
في 5 أبريل 2016، توسطت الأمم المتحدة في اتفاق لإنشاء حكومة الوفاق الوطني، مع تعيين فايز السراج رئيسًا للوزراء: تم رفض الاقتراح من قبل الفصيلين. وفي الأسابيع التالية سيطرت حكومة الوفاق الوطني والميليشيات المتحالفة معها على طرابلس وأقالت قوات الأمن الوطني، كما قامت بحل المؤتمر الوطني العام الجديد وإنشاء المجلس الرئاسي والمجلس الأعلى للدولة.
عارضت حكومة طبرق وميليشياتها في الشرق بقيادة المشير خليفة حفتر حكومة الوفاق الوطني. كانت قواته قد استولت على الموانئ النفطية الرئيسية الأربعة وهي السدرة وراس لانوف ومرسى البريقة والزويتينة، لكنها تعاونت مع حكومة الوفاق للسماح بتصدير النفط.
في أغسطس 2016، تم الإعلان عن 94 عضوًا منافسًا في المجلس الأعلى للدولة في بنغازي وقد عرض أعضاؤه الانضمام إلى المجلس الأعلى للدولة الرسمي. في 10 أكتوبر، هاجم مسلحون مجهولون مقر المركز.

## محاولات الانقلاب
في أواخر يوم 14 أكتوبر، أعلن الغويل عن إعادة حكومة الإنقاذ السابقة، بعد أن استلم مكاتب هيئة استشارية رئيسية في حكومة الوفاق الوطني[متى؟] في فندق ريكسوس، ومجمع مباني إدارية، ومحطة تلفزيون، إثر انسحاب قوات حكومة الوفاق في وقت متأخر بعد الظهر دون عنف. قال أنصار حكومة الإنقاذ أن حكومة الوفاق الوطني «باطلة» وأنهم استبدلوها. كما أعلن الغويل أن جميع أعضاء حكومة الوفاق الوطني «معلقون من مهامهم». وقال أيضًا: «لقد مُنح المجلس الرئاسي فرصًا تلو الأخرى لتشكيل الحكومة، لكنه فشل... وأصبح سلطة تنفيذية غير قانونية». ودعا إلى تشكيل حكومة جديدة من قبل حكومتي طرابلس وطبرق السابقين. وادعى كذلك أن جميع المؤسسات بما في ذلك البنوك والسلطة القضائية والسلطات المحلية كانت خاضعة لولايته.
في اليوم التالي، ظلت الميليشيات الداعمة لحكومة الإنقاذ في شاحنات صغيرة مزودة بمدافع رشاشة في مكانها، مع أن طرابلس كانت هادئة بعد الأحداث. في غضون ذلك، نشرت حكومة الوفاق الوطني صورًا على وسائل التواصل الاجتماعي تظهر مجلسها الرئاسي ووزراءها وهم يعقدون اجتماعًا في المكاتب الرئيسية للبرلمان في جزء مختلف من طرابلس، مع أن تقارير سابقة أشارت إلى أنهم ربما كانوا في تونس المجاورة. ثم ردت حكومة الوفاق الوطني بالتهديد باعتقال «هؤلاء السياسيين الذين... يحاولون إنشاء مؤسسات موازية وزعزعة استقرار العاصمة»، بينما أدانت «جهود تخريب الاتفاق السياسي» واستنكرت الاستيلاء على مبنى مجلس الدولة من قبل «جماعة مسلحة».
في 16 أكتوبر، أرسلت القوات الموالية للغويل تعزيزات لحماية مبنى البرلمان. كما استولوا على قصر الحكومة. وفي اليوم نفسه، أدى القتال بالقرب من مخيم للاجئين في منطقة فلاح، بالقرب من طريق المطار، إلى وفاة امرأة واحدة على الأقل، وإصابة ستة أشخاص آخرون، بينهم طفل. ثم تعهد الحرس الرئاسي أيضًا بالولاء لحكومة الإنقاذ. أفادت صحيفة جون أفريك أن الحرس الرئاسي تخلى عن حكومة الوفاق الوطني بسبب عدم دفع الأجور.
في 17 أكتوبر، زعم الغويل على شاشة التلفزيون أن حكومة الإنقاذ سيطرت بالكامل على العاصمة. كما وقعت اشتباكات بين قوات الغويل ورجال الشرطة.

## مزيد من الاشتباكات

### 2016–17
في 28 نوفمبر، التقى ممثلون من مجلس النواب وحزب المؤتمر الوطني في طرابلس للتوصل إلى اتفاق وتشكيل حكومة جديدة. في 1 ديسمبر، أعلن عمر الحاسي عن تشكيل المجلس الأعلى للثورة، وهو هيئة تنفيذية موازية.
وقعت اشتباكات في طرابلس بين الجانبين في الفترة من 1 إلى 2 ديسمبر بعد أن هاجمت الميليشيات الموالية لحكومة الوفاق الميليشيات الموالية لحكومة الإنقاذ. قتل 8 أشخاص بينهم مدنيون وأصيب أكثر من 20. كما ورد أن اشتباكاتً وقعت في مناطق عديدة من بينها فندق ريكسوس. تم التوصل إلى اتفاق لوقف إطلاق النار في اليوم التالي. تطلب الاتفاق من مجموعتين مسلحتين في حديقة النصر في منطقة باب بن غشير مغادرة المكان وتسليمه لموظفي الأمن الرئاسيين في حكومة الإنقاذ قبل نقله إلى وزارة الشباب والرياضة. اندلعت اشتباكات مرة أخرى بين طرابلس وميليشيات مصراتة في 4 ديسمبر بسبب الخلافات حول السيطرة على الأراضي.
زعمت حكومة الإنقاذ أنها استولت على مباني وزارات الدفاع والعمل و«الشهداء والجرحى» في 12 يناير 2017. وأكد متحدث باسم الحكومة في وقت لاحق أن الميليشيات حاولت الاستيلاء على المباني، ومع ذلك ذكر أن محاولتها باءت بالفشل.
في 2 فبراير 2017، اندلعت اشتباكات في منطقة جنزور غرب طرابلس بالقرب من الجسر 17 بين ميليشيات ورشفانة ولواء فرسان جنزور، حيث أشارت بعض المصادر إلى مقتل خمسة أشخاص وإصابة 15.
في 8 فبراير، وقعت اشتباكات في أبو سليم وكذلك في منطقة صلاح الدين بين قوات الأمن المركزي أبو سليم، التي تدعم حكومة الوفاق وكتائب صلاح البركي، التي تدعم حكومة الإنقاذ وتتألف في الغالب من مصراتيين. وقبلها ببضعة أيام، اعتقلت رجالًا يُزعم أنهم ينتمون إلى الحرس الوطني الليبي، الموالي أيضًا لحكومة الإنقاذ التابعة للغويل. في 10 فبراير، دخل الحرس الوطني الليبي الذي تم إنشاؤه حديثًا طرابلس.
في 24 فبراير، قُتل 8 أشخاص خلال قتال بين حكومتي الإنقاذ والوفاق في منطقة أبو سليم بطرابلس. كما قتل ثلاثة من المدنيين عندما سقط صاروخ على شارع حمزة. خلال ليل 13 مارس، اندلعت اشتباكات بين السكان المسلحين في قرجي وحي الأندلس المدعومين من كتيبة ثوار طرابلس ضد ميليشيات مصراتة والأمازيغ.
امتد القتال إلى مناطق أخرى من طرابلس في 14 مارس. هاجمت كتيبة ثوار طرابلس وحاصرت مجمع ريكسوس، مقر المؤتمر الوطني العام وحكومة الإنقاذ، في منطقة باب بن غشير، ليلًا بعد ليلة من القتال في 15 مايو. استعادت القوات الموالية لحكومة الوفاق مجمع قصر الضيافة وفندق ريكسوس. هاجم مسلحون مجهولون مكتب قناة النبأ الموالية للمؤتمر الوطني العام، وأحرقوه في الاشتباكات. لقد أُخرجت القناة على الهواء مباشرة بينما أفاد أحد مساعدي خليفة الغويل عن تعرضه لجروح في الاشتباكات. تم لاحقًا توقيع اتفاق وقف إطلاق النار من قبل أعضاء حكومة الوفاق الوطني وشيوخ ومجالس مصراتة وطرابلس والمجلس الأعلى للمصالحة في طرابلس وعدد من قادة الكتائب من طرابلس وسوق الجمعة ومصراتة خلال اجتماع في قاعدة أبو سيتال البحرية. دعا الاتفاق إلى انسحاب جميع الجماعات المسلحة من طرابلس في غضون 30 يومًا. غير أن كلًا من ثوار طرابلس وقوة أبو سليم المركزية رفضوا وقف إطلاق النار في 16 مارس، بينما تم الإبلاغ عن تجدد الاشتباكات.
في 9 مايو، قُتل شخص واحد على الأقل وأصيب آخرون في بلدة طرابلس القديمة وحول سوق المشير عندما اشتبكت ميليشيات محلية متنافسة.
حتى 26 مايو، قُتل ما لا يقل عن 52 من مقاتلي حكومة الوفاق المدعومة من الأمم المتحدة (أُعدم ما لا يقل عن 17) وأصيب كثيرون آخرون في اشتباكات عنيفة مع رجال الميليشيات المتناحرة في أبو سليم، وحي دمشق، والدين، وحي أخواخ، وصلاح الدين، وقصر بن غشير حسب مسؤول في حكومة الوفاق. هاجمت كتيبة ثوار طرابلس سجن الهضبة واشتبكت مع قوات الأمن بقيادة خالد الشريف، مما أسفر عن مقتل اثنين على الأقل من الحراس. انسحبت القوات التي يقودها الشريف. استولت كتيبة ثوار طرابلس على السجن وهدمت منزل الشريف. في غضون ذلك، أعلنت وزارة الداخلية المدعومة من مجلس الرئاسة أنه تم نقل جميع السجناء، بمن فيهم الساعدي القذافي ورئيس المخابرات السابق عبد الله السنوسي.
في 28 مايو، استولى اللواء السابع من الحرس الرئاسي (لواء الكاني) من ترهونة على مطار طرابلس الدولي كجانب محايد بعد انسحاب ميليشيات مصراتة الموالية لخليفة الغويل من هناك عقب يومين من الاشتباكات العنيفة. رفض قائد كتيبة ثوار طرابلس هيثم التاجوري عملية الاستيلاء هذه وطالب لواء كاني بالانسحاب على الفور. سيطر الحرس الرئاسي بقيادة جكومة الوفاق الوطني على المطار من ميليشيا كاني في وقت لاحق. كانت هذه المرة الأولى منذ ثلاث سنوات التي تسيطر فيها قوة موالية للحكومة المعترف بها دوليًا على المطار. بحلول اليوم التالي، كانت مدينة طرابلس تحت السيطرة الكاملة للقوات الموالية لحكومة الوفاق الوطني، مع انسحاب جميع القوات الموالية لحزب المؤتمر الوطني نتيجة الاشتباكات مع القوات الموالية لحكومة الوفاق الوطني.
وفي 4 يوليو، قُتلت أسرة مكونة من خمسة أفراد وأصيب ما لا يقل عن 32 شخصًا في وقت مبكر من بعد الظهر على شاطئ بالقرب من مطار معيتيقة، عندما انفجرت قنبلة صاروخية بجانبهم. وفي وقت لاحق من ذلك اليوم، تم إرسال كتيبة ثوار طرابلس إلى المنطقة واضطر المطار إلى الإغلاق.
في 7 يوليو 2017، تم العثور على ثلاثة جنود من الجيش الوطني الليبي ينتمون إلى اللواء 103 التابع لحكومة الوفاق الوطني، مع اثنين من أصدقائهم قتلى بالرصاص في وادي ربيع، بالقرب من مطار طرابلس الدولي.
في 9 يوليو، اندلعت اشتباكات عنيفة بين الحرس الوطني والقوات الموالية للسراج في كاستلفيردي. وبعد ذلك بيوم، أفيد أن الميليشيات المتحالفة مع حكومة الوفاق الوطني التي خرجت من طرابلس لمنع تقدم القوات الموالية للمؤتمر الوطني العام قد انسحبت إلى مواقعها في طرابلس لأسباب غير واضحة.
في 11 يوليو، زعمت كتيبة ثوار طرابلس أنها سيطرت بالكامل على جرابولي عقب ثلاثة أيام من القتال مما أجبر أكثر من 85 بالمائة من سكان البلدة على الفرار. أفاد أحد مستشفيات طرابلس عن أربع وفيات خلال القتال، بينهم عاملان أجنبيان و21 إصابة. تقدمت كتبية ثوار طرابلس في المدينة لصد هجوم القوات الموالية لخليفة الغويل. تضمنت هذه القوات عناصر من ميليشيا الثمود التابعة لصلاح الدين، وكذلك ألوية الدفاع في بنغازي. سجلت مستشفيات طرابلس 4 قتلى و21 إصابة في حين لم تعرف الخسائر البشرية في صفوف القوات المهاجمة.
لقي ثلاثة أشخاص، بينهم مدني، مصرعهم في اشتباكات بين كتيبة ثوار طرابلس في 1 أكتوبر وكتيبة النواصي في منطقة قرجي بطرابلس. وبحسب ما ورد أُرسلت قوات كتيبة ثوار طرابلس لتطهير منطقة مسرة قرجي من وحدة النواصي التي تقودها عائلة كبيرة، الود رضية، ونجحت كما ورد. وقتل أحد قادة الود رضية بينما لم يتم التعرف على الجثة الثالثة. اندلع القتال بسبب محاولة النواصي الاستيلاء على مقر الهيئة في شارع الشط، مع عدم وجود اشتباكات خطيرة باستثناء إطلاق النار في الهواء.
هاجمت قوات كتيبة ثوار طرابلس المدعومة من اللواء 301 وكاني الموالين للقذافي في 4 أكتوبر 2017. وبحسب مصادر الكتيبة، فقد هاجموا الموالين للقذافي في قصر بن غشير وصياح ووادي ربيع. لقد سيطروا على جميع معسكراتهم بينما قتل رجلين من اللواء 301. هرب الموالون في وقت لاحق إلى ورشفانة. وصف الموالون للقذافي على فيسبوك الجماعة بـ«الجبهة الشعبية لتحرير ليبيا».
اندلع القتال بين لواء الدعم 42 ولواء عبد الرؤوف الجعبري في منطقة عرادة بطرابلس يوم 6 أكتوبر، ما أدى إلى مقتل أربعة أشخاص وإصابة 17 آخرين. لم يتضح سبب الاشتباكات، حيث أفادت التقارير بأن القتال اندلع بعد أن هاجم لواء الجعبري أعضاء اللواء 42 في عين زارة في الليلة السابقة، مما أدى إلى هجوم مضاد على مخيم لواء الجعبري في عرادة.
ذكرت قوات الردع الخاصة في 16 أكتوبر 2017 أنها اعتقلت المبروك إحنيش، زعيم الجبهة الشعبية لتحرير ليبيا الموالية للقذافي، وكذلك مواطن سوداني اسمه إمام الفقي. كما ذكرت أنهم كانوا يخططون للسيطرة على مداخل طرابلس. هدد الموالون للقذافي عند عودتهم بإغلاق إمدادات المياه من النهر الصناعي العظيم إذا لم يطلقوا سراح المبروك. هدد شقيقه بقطع جميع إمدادات المياه وإغلاق حقول النفط والغاز إذا لم يتم الإفراج عنه في غضون 72 ساعة. تم تقديم طلب آخر على المبروك في وقت لاحق في 19 أكتوبر، مع تهديدات بتفجير أنبوب الغاز إذا لم يتم الإفراج عنه في غضون 72 ساعة. في غضون ذلك، نفذت الجماعة تهديدها بإغلاق إمدادات المياه. أغلقت المجموعة مؤقتًا طريق طرابلس - سبها في 22 أكتوبر.
أدت الاشتباكات بين قوات الردع الخاصة والشبان المسلحين من منطقة سوق الغرة بالغرارات إلى تعليق الرحلات الجوية صباح يوم 16 أكتوبر من مطار معيتيقة الدولي. تم إغلاق المطار مرة أخرى في المساء وفي الصباح في اليوم التالي بسبب الاشتباكات. بدأت الاشتباكات عندما شنت قوات الردع مداهمات على الغرارات. لقد قال المتحدث باسم قوات الردع أحمد بن سالم إن الجماعة المستهدفة في الغارات حاولت مهاجمة منطقة المطار بعد مقتل تاجر مخدرات مطلوب عندما أطلق النار على دوريتهم. كما أضاف أن الغرارات تحت سيطرتهم الآن وتعامل كمنطقة عسكرية. وذكر أيضًا أن أحد أعضاء قوات الردع قُتل وأصيب اثنان، مع عدة أصابات في صفوف المعارضة.
استمرت الاشتباكات في الغرارات رغم إعلان قوات الردع. أغلق مسلحون ميناء طرابلس بعد ظهر يوم 17 أكتوبر. هاجمت قوات الأمن المركزي، المعروفة باسم لواء النواصي، الميناء في محاولة لطرد اللواء 50 الذي كان يسيطر عليه لسنوات. قال لواء النواصي إنه يقاتل لطرد جماعة مسلحة وتسليمها إلى سلطات الدولة. استؤنفت الرحلات الجوية في مطار معيتيقة في اليوم التالي. في غضون ذلك، أفاد مصدر في مديرية أمن طرابلس بأن قوات الأمن المركزي سيطرت على ميناء طرابلس، مضيفًا أن المجموعة المسلحة المتمركزة هناك بشكل غير قانوني قد طردت.
اندلعت اشتباكات عنيفة في 25 نوفمبر بين قوات الأمن التي حاولت القبض على نور الدين بابا، المتهم بقتل 7 أشخاص، وجماعة مسلحة تدعمه في الخمس. قُتل في الاشتباكات ما لا يقل عن 6 أشخاص، بينهم 4 من غرفة الأمن المشتركة في مصراتة. بعد ذلك سيطرت قوات الأمن على المنطقة واعتقلت 14 مسلحًا من بينهم بابا.
ذكرت قوات الردع أنها تورطت في اشتباكات متقطعة مع لواء بشير البقرة الذي يدعم خليفة الغويل. وقعت الاشتباكات صباح 13 ديسمبر بين الاثنين خارج مطار معيتيقة الدولي. وبحسب ما ورد قُتل طيار مروحية عسكرية في الاشتباكات.

#### اشتباكات صبراتة
اندلعت اشتباكات في 17 سبتمبر في صبراتة بين مجموعة غرفة عمليات مقاتلي تنظيم الدولة الإسلامية المشكلة حديثًا بالإضافة إلى ميليشيا محلية تتبع أنس دباشي، المعروفة بدفعها أموالًا من إيطاليا لعصابات الاتجار بالبشر لوقف تدفق المهاجرين من المدينة، تسبب في مقتل شخص وإصابة عدد آخر. كان هناك وقف مؤقت لإطلاق النار في 20 سبتمبر للسماح لكبار السن من الزنتان والزاوية بالتفاوض على وقف دائم لإطلاق النار. يفترض أن كلا المتقاتلين كانوا تحت سلطة مجلس الرئاسة. انهارت المفاوضات مع تصاعد الاشتباكات في 21 سبتمبر. قتل 5 وأصيب 20 بحلول 21 سبتمبر. لقد استولت غرفة العمليات المناهضة لتنظيم الدولة الإسلامية على فندق قمر في وسط المدينة في 23 سبتمبر، مما أسفر عن مقتل ثلاثة من أعضاء الكتيبة 48 المنافسة. بحلول 29 سبتمبر، كانت غرفة العلميات قد بسطت السيطرة على الآثار الرومانية للمدينة. استولت الغرفة على المدينة بحلول 6 أكتوبر. قُتل 43 وأصيب 340 في الاشتباكات وفقًا لوزارة الصحة.

#### هجوم ورشفانة
اندلع القتال في منطقة ورشفانة في غرب ليبيا بين الجماعات المسلحة المحلية والقوات التي يقودها قائد المنطقة العسكرية الغربية أسامة الجويلي، الذي عينه المجلس الرئاسي. وفقًا لتقارير واردة من المنطقة وبيان مجلس حكماء المنطقة، اشتدت الاشتباكات حول نقطة التفتيش رقم 60. هاجمت القوات المرتبطة بالسراج مقر اللواء الرابع التابع لل الجيش الوطني الليبي. أفاد سكان محليون ومصادر عسكرية أن القوات العسكرية تقدّمت من الزنتان باتجاه العزيزية. قال لواء الزنتان أنها كانت تستهدف مسرح الجريمة والخارجين عن القانون. كما دعت السكان إلى الابتعاد عن التجمعات ومناطق الاشتباكات. من جهته نفى قائد العمليات الخاصة بالجيش الوطني الليبي عماد الطرابلسي أنباء عن تحالف مع حكومة الوفاق الوطني.
أعلنت كتيبة ثوار طرابلس في 4 نوفمبر عن مشاركتها في العمليات العسكرية ضد الجماعات الإجرامية وإخلاء شعبية الجفارة والعزيزية. كما ذكرت أن ورشفانة كانت معقلًا للعديد من الجماعات الإجرامية بما في ذلك الجبهة الشعبية لتحرير ليبيا، وهي جناح المعارضة العسكرية الموالي لمعمر القذافي. أعلنت القوات المشتركة عن سيطرتها الكاملة على ورشفانة في 8 نوفمبر، بالإضافة إلى القبض على ثلاثة من القادة البارزين للمجموعات المتنافسة، من بينهم محمد العبدلي الملقب بـ«السوبورتو». صرح عبد الله الفحل، المسؤول الإعلامي للمجلس العسكري للزنتان، في 10 نوفمبر، أن 70 شخصًا لقوا مصرعهم في الاشتباكات التي وقعت في المنطقة خلال الأيام القليلة الماضية وأن الاشتباكات توقفت تمامًا.
أفاد أحمد حمزة من اللجنة الوطنية الليبية لحقوق الإنسان في 12 نوفمبر أنه تم العثور على 28 جثة مصابة بأعيرة نارية وعلامات تعذيب بالقرب من الحيرة، وهي بلدة في منطقة ورشفانة. وزعم أن الضحايا كانوا معارضين للقوات الموالية للحكومة.

### 2018
هاجمت الميليشيات الموالية لحكومة الوفاق الوطني بقيادة أسامة الجويلي مقاتلين محليين في قرية أبو كمش القريبة من زوارة، وهي نقطة تهريب ساخنة. بدأ الهجوم في 5 يناير 2018 على معبر رأس جدير الحيوي. قيل إن الهدف كان يهدف إلى قمع النشاط الإجرامي وتأكيد السيطرة على الحدود الليبية. توصلت قوات حكومة الوفاق الوطني ومجلس بلدية الزوارة إلى اتفاق لوقف جميع العمليات العسكرية في المنطقة في اليوم التالي.
اندلعت اشتباكات عنيفة في طرابلس في 15 يناير، مما أدى إلى إغلاق مطار معيتيقة. قتل ما لا يقل عن 20 شخصًا وأصيب 60 حسب مسؤول في وزارة الصحة. ذكرت قوات الردع الخاصة أنها تعرضت لهجوم من اللواء 33، وهي ميليشيا تعارض بشكل عام حكومة الوفاق الوطني. تم صد الهجوم وتم تنفيذ عملية لتأمين المنطقة. هاجم المسلحون المطار على ما يبدو لتحرير السجناء في المبنى المجاور. أصيبت عدة طائرات خلال الاشتباكات. أعيد افتتاح المطار في 20 يناير. كما أصدرت قوات الردع بيانًا في اليوم التالي قالت فيه إنها اعتقلت 61 مسلحًا ضالعًا في الهجوم.
لقد ذكر مصدر أمني في 21 فبراير أن اشتباكات اندلعت بين الحرس الرئاسي وعصابة في الماية. لقد قتل أحد قادة العصابة المسيطرة على بنك الصحراء وثلاثة كتاب. أغلق لواء فرسان جنزور الطريق الذي يربط طرابلس بالمدن والأحياء بسبب هجمات العصابات وقطاع الطرق وكذلك سيطرتهم على الطريق في الماية.
قُتل خمسة من أعضاء عصابة «النمري وإخوانه» عندما حاصرتهم قوات الأمن في صرمان في 15 مارس. أصيب أحد الأعضاء. يعتبر النمري وإخوانه من أخطر العصابات المسلحة في ليبيا، حيث يشتبه في ارتكاب أعضائها لأكثر من 30 جريمة قتل واختطاف. يترأس العصابة النمري المحجوبي الذي اعتقل في الغارة وقُتل أربعة من أشقائه.
في سبتمبر 2018، وقعت اشتباكاتٌ جديدة في طرابلس بين القوات الموالية لحكومة الوفاق وميليشيا اللواء السابع من ترهونة. وقّعت الأطراف المتحاربة على وقف لإطلاق النار لإنهاء الاشتباكات في 25 سبتمبر. اندلعت الاشتباكات مرة أخرى لفترة وجيزة في 14 نوفمبر 2018 بين اللواء السابع وقوات أبو سليم المركزية، لكنها انتهت بعد وقف إطلاق النار. قالت مصادر قريبة من خليفة الغويل إن الاشتباكات وقعت بسبب عدم وجود قرارات في مؤتمر باليرمو لطرد الميليشيات الموالية للسراج من طرابلس.

## العواقب
شن الجيش الوطني الليبي بقيادة خليفة حفتر هجومًا للاستيلاء على طرابلس من حكومة الوفاق الوطني في أبريل 2019.

## ردود الأفعال

### محلية
في 15 أكتوبر، رافق الغويل عوض عبد الصديق، النائب الأول لرئيس المؤتمر الوطني العام، والرئيس السابق للحرس الرئاسي، علي رمالي، في دعوة عبد الله الثني، رئيس الحكومة المؤقتة في البيضاء، للانضمام إليه في تشكيل حكومة وحدة وطنية.
في 19 أكتوبر، حث عبد الرحمن السويحلي، رئيس المجلس الأعلى للدولة، القوات الموالية للغويل على مغادرة المباني التي استولوا عليها من حكومة الوفاق الوطني.
في 24 أكتوبر، قال فايز السراج إن بإمكانه استخدام القوة لطرد بقوات الغويل من طرابلس.
في 5 نوفمبر، حضر خليفة الغويل تشغيل توربينات غازية بمحطة كهرباء الخمس. في غضون ذلك، أُمر أحمد معيتيق ووفده، بما في ذلك اللجنة التوجيهية التي اختارها المجلس الرئاسي لشركة جنرال إلكتريك، بمغادرة المدينة. قضت محكمة استئناف طرابلس بعدم تعيين اللجنة التوجيهية، في حين أُمرت الإدارة الحالية الموالية لحكومة الإنقاذ بالبقاء في منصبها. أصدرت كتائب ثوار طرابلس بيانًا دعت فيه المجلس الرئاسي إلى الالتزام باتفاقية الصخيرات أو الإعلان عن فشله، في حين حمّلت حكومة الوفاق الوطني مسؤولية تدهور الأوضاع المعيشية والأمنية في ليبيا. كما حثت خليفة حفتر على التوقف عن القيام بانقلاب محتمل. في غضون ذلك، تجمعت ميليشيا تطلق على نفسها اسم «كتائب ثوار ليبيا» في ساحة الشهداء في طرابلس، داعية إلى حوار وطني بينما ترفض التحركات الخارجية لحل الأزمة السياسية في البلاد، واتهمت المجلس الرئاسي بتدهور الوضع في ليبيا، وانتقدت الهجمات على المؤسسات الحكومية والاستيلاء عليها خلال الانقلاب.
بعد الاشتباكات التي وقعت في منتصف مارس، نُظمت احتجاجات ضد الميليشيات في طرابلس في 18 مارس. كان بعض المتظاهرين الموالين لحفتر حاضرين بين المتظاهرين. كما وردت أنباء عن إطلاق النار من قبل مسلحين لترهيب وتفريق المتظاهرين. وردًا على الاحتجاجات، صرح أعضاء مصراتة في مجلس النواب أنهم سيعلقون جميع الاتصالات مع مجلس الرئاسة حتى الاعتذر عن التصريحات التحريضية التي زعموا أن المتظاهرين أدلوا بها ضد مصراتة. كما أغلق مقاتلو مصراتة وأنصارهم حاجز دافنويا على الطريق من مصراتة إلى طرابلس، مطالبين بالإفراج عن جميع المختطفين في طرابلس بناء على آرائهم. كما طالبوا بإعادة قصور الضيوف إلى حكومة الإنقاذ وكذلك الاعتذار عن الهجوم على مجمع ريكسوس. وكذلك دعوا إلى تعبئة مقاتلي مصراتة ضد ما زعموا أنها «مؤامرة» في طرابلس، زاعمين أنها مدبرة من أتباع خليفة حفتر. في غضون ذلك، طلب حفتر من الميليشيات مغادرة طرابلس، وحذرهم من أن الجيش الوطني الليبي سيهاجمهم إذا لم يفعلوا ذلك، كما أدان الهجوم على المتظاهرين المؤيدين لحفتر.

### دولية
- الأمم المتحدة – أدان الأمين العام بان كي مون والممثل الخاص لليبيا مارتن كوبلر[114] الحادث وحذرَا من أنه قد يؤدي إلى «زيادة الفوضى وانعدام الأمن».[13] في 23 أكتوبر حثهم مارتن كوبلر أيضًا على مغادرة المباني.[115]
- تركيا - أدانت تركيا انقلاب المؤتمر الوطني العام، وقال مندوب الرئيس التركي، أمر الله اشلر في بيان خلال اجتماع مع المسؤولين الليبيين: «ستواصل تركيا دعم حكومة الوفاق الوطني والاتفاق السياسي الموقع في منتجع الصخيرات بالمغرب في ديسمبر الماضي من أجل إحلال السلام في ليبيا».[116]